# ペドロ・ラソ
ペドロ・ルイス・ラソ・イグレシアス（Pedro Luis Lazo Iglesias, 1973年4月15日 - ）は、キューバ共和国ピナール・デル・リオ州デル・フィオ出身の元プロ野球選手（投手）。右投げ右打ち。

## 経歴
1991-1992シーズンから2009-2010シーズンまでキューバ国内リーグ "セリエ・ナシオナル・デ・ベイスボル" のベゲーロス・デ・ピナール・デル・リオに所属していた。国内リーグでは先発投手として投げており、2004-2005シーズンから3シーズン連続で最多勝に輝く。通算257勝で国内リーグ最多勝利記録の保持者。
国内リーグとは対照的に国際大会ではリリーフを務める。アトランタオリンピックから3大会連続でキューバ代表に選ばれ、アトランタとアテネでは金メダルを、シドニーでは銀メダルを獲得している。ただし、これまでは五輪との相性は良いとは言えず、防御率もアトランタ(5.40)、シドニー(4.26)、アテネ(4.91)と期待外れに終わっている。一方、他の国際大会では概して好調で、2005年の第36回IBAFワールドカップでは16.2イニングを投げ、2勝2セーブ・防御率0.54・被安打7に抑える大活躍を見せた。
2006年の第1回WBCでは2次リーグのベネズエラ戦でセーブを挙げ、準決勝のドミニカ共和国戦では4回3分の2のロングリリーフで相手打線を抑え勝利投手となり、キューバの決勝進出に貢献した。
2008年の北京オリンピックでも抑え投手として日本戦に登板し、3回を抑えた。
2009年の第2回WBCでは、2次ラウンドのメキシコ戦で右足の負傷のため途中降板したノルヘ・ルイス・ベラの後を継ぎ、4イニングを2失点にまとめた。
2002年に亡命しアメリカ合衆国へ渡ったホセ・コントレラスとはピナール・デル・リオでチームメートだった。普段は好人物で、2004年にアテネオリンピック前の壮行試合で訪日した際には、社会人野球日本代表との試合に訪れた観客に対して1人1人サインや記念撮影に応じるなど、非常に気さくな一面も見せていた。
2010年12月に国内リーグの引退を表明。当時のリーグ歴代最多となる通算257勝を記録した。
2012年はキューバ政府の許可を得て、メキシカンリーグのカンペチェ・パイレーツで投手コーチ兼任選手としてプレー。

## 投球スタイル
スリークォーターから最速97mph（約156km/h）の速球と常時80mph中盤（約130km/h台後半）で切れ味鋭いスライダーを武器に、キューバ野球界トップクラスの投手として長年にわたり活躍していた。

## 詳細情報

### 年度別投手成績 （2000-01年以降）
| 年 度      | 球 団      | 登 板 | 先 発 | 完 投 | 完 封 | 無 四 球 | 勝 利 | 敗 戦 | セ 丨 ブ | ホ 丨 ル ド | 勝 率 | 打 者 | 投 球 回 | 被 安 打 | 被 本 塁 打 | 与 四 球 | 敬 遠 | 与 死 球 | 奪 三 振 | 暴 投 | ボ 丨 ク | 失 点 | 自 責 点 | 防 御 率 | W H I P |
| ---------- | ---------- | ----- | ----- | ----- | ----- | -------- | ----- | ----- | -------- | ----------- | ----- | ----- | -------- | -------- | ----------- | -------- | ----- | -------- | -------- | ----- | -------- | ----- | -------- | -------- | ------- |
| 2000-2001  | PRI        | 23    | 21    | 7     | --    | --       | 11    | 4     | 1        | --          | .733  | 652   | 156.0    | 169      | 19          | 20       | 1     | 13       | 124      | 2     | 1        | 80    | 75       | 4.33     | 1.21    |
| 2001-2002  | PRI        | 23    | 20    | 9     | --    | --       | 15    | 5     | 0        | --          | .750  | 655   | 154.1    | 162      | 11          | 36       | 2     | 12       | 129      | 8     | 0        | 66    | 57       | 3.32     | 1.28    |
| 2002-2003  | PRI        | 16    | 13    | 4     | --    | --       | 7     | 4     | 1        | --          | .636  | 437   | 98.2     | 120      | 11          | 22       | 1     | 7        | 61       | 4     | 0        | 64    | 57       | 5.20     | 1.44    |
| 2003-2004  | PRI        | 17    | 13    | 5     | --    | --       | 8     | 5     | 0        | --          | .615  | 413   | 101.1    | 98       | 10          | 11       | 1     | 9        | 75       | 3     | 0        | 40    | 33       | 2.93     | 1.08    |
| 2004-2005  | PRI        | 19    | 19    | 5     | --    | --       | 13    | 4     | 0        | --          | .765  | 582   | 143.0    | 123      | 7           | 30       | 2     | 12       | 105      | 4     | 1        | 47    | 35       | 2.20     | 1.07    |
| 2005-2006  | PRI        | 21    | 21    | 12    | --    | --       | 12    | 8     | 0        | --          | .600  | 624   | 155.2    | 135      | 12          | 26       | 1     | 8        | 110      | 5     | 1        | 62    | 48       | 2.78     | 1.03    |
| 2006-2007  | PRI        | 19    | 19    | 3     | --    | --       | 13    | 5     | 0        | --          | .722  | 531   | 131.1    | 125      | 4           | 22       | 1     | 14       | 73       | 2     | 0        | 37    | 35       | 2.40     | 1.12    |
| 2007-2008  | PRI        | 20    | 20    | 7     | --    | --       | 10    | 4     | 0        | --          | .714  | 602   | 147.1    | 136      | 11          | 25       | 3     | 11       | 92       | 3     | 0        | 60    | 45       | 2.75     | 1.09    |
| 2008-2009  | PRI        | 14    | 14    | 4     | --    | --       | 9     | 2     | 0        | --          | .818  | 398   | 96.2     | 95       | 10          | 20       | 3     | 5        | 70       | 4     | 1        | 32    | 30       | 2.79     | 1.19    |
| 2009-2010  | PRI        | 17    | 17    | 5     | --    | --       | 8     | 4     | 0        | --          | .667  | 476   | 113.2    | 105      | 8           | 31       | 6     | 6        | 78       | 1     | 1        | 43    | 35       | 2.77     | 1.20    |
| 通算：10年 | 通算：10年 | 189   | 177   | 61    | --    | --       | 106   | 45    | 2        | --          | .702  | 5370  | 1298.0   | 1268     | 103         | 243      | 21    | 97       | 917      | 36    | 5        | 531   | 450      | 3.12     | 1.16    |

- 各年度の太字はリーグ最高
- キューバで通常用いられる個人通算成績は、プレーオフや選抜リーグなども合算するため、この表の合計とは一致しない

### 代表歴
- 1996年アトランタオリンピックの野球競技・キューバ代表
- 2000年シドニーオリンピックの野球競技・キューバ代表
- 2004年アテネオリンピックの野球競技・キューバ代表
- 2005 IBAFワールドカップ キューバ代表
- 2006 ワールド・ベースボール・クラシック・キューバ代表
- 2008年北京オリンピックの野球競技・キューバ代表
- 2009 ワールド・ベースボール・クラシック・キューバ代表